# 4th Military Information Support Group
Il 4th Military Information Support Group (anche noto come 4º Psychological Operations Group, 4th PSYOP Group, in italiano 4º Gruppo Operazioni Psicologiche), è una componente del sistema delle forze speciali dell'United States Army. È l'unica unità attiva dell'Esercito Statunitense per lo svolgimento di attività psicologiche e di propaganda (PSYOPS). Esso è stanziato a Fort Bragg, Carolina del Nord, sede del Comando Operazioni Speciali dell'Esercito Statunitense.
Costituito il 7 novembre 1967, fu attivo il 1º dicembre 1967 in Vietnam; inattivo dal 2 ottobre 1971, fu riattivato il 13 settembre 1972 a Fort Bragg, nord Carolina.

## Operazioni
Vietnam:
- Controffensiva fase III
- Controffensiva fase IV
- Controffensiva fase IV
- Controffensiva fase VI
- Controffensiva del Têt
- Controffensiva fase VII

Spedizioni delle Forze armate:
- Grenada
- Somalia
- Haiti
- Panama

Medio Oriente:
- Difesa dell'Arabia Saudita
- Liberazione e difesa del Kuwait

## Organizzazione
Il 4th MISG è costituito da più componenti:
- 3rd Military Information Support Battalion (Airborne)
- 6th Military Information Support Battalion (Airborne) - United States European Command (EUCOM)
- 7th Military Information Support Battalion (Airborne) - United States Africa Command (AFRICOM)
- 8th Military Information Support Battalion (Airborne) - United States Central Command (CENCOM)

I 4 battaglioni di strategia sono dislocati in supporto ai Reparti di combattimento regionali in un programma PSYOP.